# Fischlham
Fischlham là một đô thị thuộc huyện Wels-Land thuộc bang Oberösterreich, Áo. Đô thị Fischlham có diện tích 16 km², dân số thời điểm năm 2006 là 1281 người.

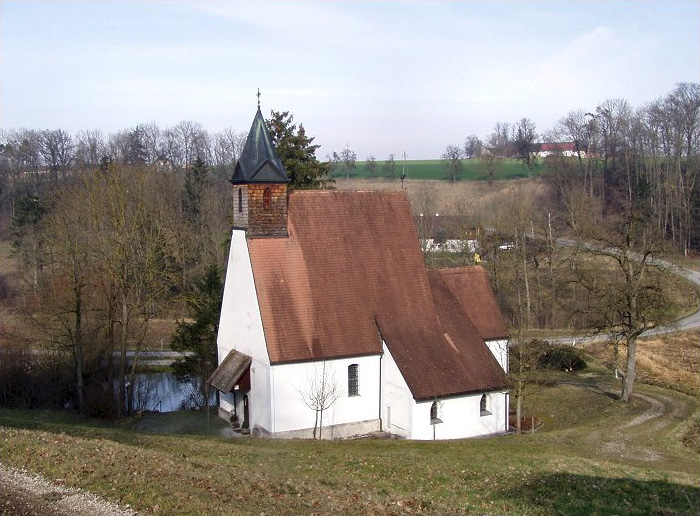
Nhà thờ Saint George, Schauertal, Fischlham

Bản mẫu:Wels-Land